# Віотт (Каліфорнія)
Віотт (англ. Weott) — переписна місцевість (CDP) в США, в окрузі Гумбольдт штату Каліфорнія. Населення — 219 осіб (2020).

## Географія
Віотт розташований за координатами 40°19′22″ пн. ш. 123°55′14″ зх. д. / 40.32278° пн. ш. 123.92056° зх. д. (40.322772, -123.920622).  За даними Бюро перепису населення США в 2010 році переписна місцевість мала площу 2,00 км², з яких 1,95 км² — суходіл та 0,05 км² — водойми.

## Демографія
Згідно з переписом 2010 року, у переписній місцевості мешкало 288 осіб у 134 домогосподарствах у складі 78 родин. Густота населення становила 144 особи/км².  Було 143 помешкання (72/км²).
Расовий склад населення:
| - 87,5 % — білих - 4,5 % — корінних американців - 0,3 % — азіатів - 1,0 % — осіб інших рас |

До двох чи більше рас належало 6,6 %. Частка іспаномовних становила 6,9 % від усіх жителів.
За віковим діапазоном населення розподілялося таким чином: 18,7 % — особи молодші 18 років, 68,5 % — особи у віці 18—64 років, 12,8 % — особи у віці 65 років та старші. Медіана віку мешканця становила 45,6 року. На 100 осіб жіночої статі у переписній місцевості припадало 102,8 чоловіків;  на 100 жінок у віці від 18 років та старших — 103,5 чоловіків також старших 18 років.
Цивільне працевлаштоване населення становило 109 осіб. Основні галузі зайнятості: освіта, охорона здоров'я та соціальна допомога — 32,1 %, роздрібна торгівля — 19,3 %, будівництво — 19,3 %.